# Ayaka Kimura
 (août 2025).
Motif : Aucune sources secondaires.
- Archive Wikiwix
- Bing
- Cairn
- DuckDuckGo
- E. Universalis
- Gallica
- Google
- G. Books
- G. News
- G. Scholar
- Persée
- Qwant
- (zh) Baidu
- (ru) Yandex
- (wd) trouver des œuvres sur Wikidata

| 1. | Préciser le motif de la pose du bandeau. | Précisez le motif de la pose du bandeau en utilisant la syntaxe suivante : {{admissibilité à vérifier\|date=août 2025\|motif=remplacez ce texte par le motif}}                    |
| 2. | Informer les utilisateurs concernés.     | Pensez à avertir le créateur de l'article, par exemple, en insérant le code ci-dessous sur sa page de discussion : {{subst:avertissement admissibilité à vérifier\|Ayaka Kimura}} |

Ayaka, de son vrai nom Ayaka Kimura (木村絢香, Kimura Ayaka, née le 30 octobre 1981 à Kobe, au Japon), actuellement renommée Ayaka Nagate (長手絢香, Nagate Ayaka, depuis 2008), est une actrice, ex-chanteuse et idole japonaise au sein du Hello! Project (H!P) de 1999 à 2008.

## Biographie
Installée à Hawaï avec sa famille dans les années 1990, elle y débute en tant que membre du groupe féminin de J-pop étranger Coconuts Musume, sous le surnom officiel Ayaka, et retourne avec lui au Japon en 1999. Elle participe aussi entre 2000 et 2004 à plusieurs groupes temporaires du H!P, et en 2002 et 2003 à Petit Moni, sous-groupe des Morning Musume dont elle est la seule membre à ne pas faire partie. Parlant couramment anglais, elle est plus connue en occident pour ses "Ayaka's Surprise English Lessons" (Ayaka no Totsugeki Eikaiwa), des leçons d'anglais humoristiques prodiguées par surprise aux membres des Morning Musume lors de séquences quotidiennes dans une émission télévisée en 2001 et 2002. Elle demeure l'unique membre des Coconuts Musume à partir de 2004, étant alors officiellement surnommée Coconuts Musume no Ayaka ("Ayaka des Coconuts Musume"). 
Elle annonce en avril 2008 son départ du H!P pour une nouvelle agence et son changement de nom en Ayaka Nagate, avec le désir de devenir actrice, puis son mariage avec le golfeur Tanihara Hideto en juillet. Elle joue la même année dans le téléfilm Yume o Kanaeru Zō, et anime deux émissions de radio.
En 2011, elle annonce sur son blog sa grossesse et met au monde son premier enfant, un garçon, le 29 août de la même année,.

## Groupes
Réguliers
- Coconuts Musume (1999-2008)
- Petit Moni (2002-2003)

Temporaires
- Kiiro 5 (2000)
- 7-nin Matsuri (2001)
- Sexy 8 (2002)
- 11Water (2003)
- Romans (2003)
- H.P. All Stars (2004)